# Ronald Gamarra

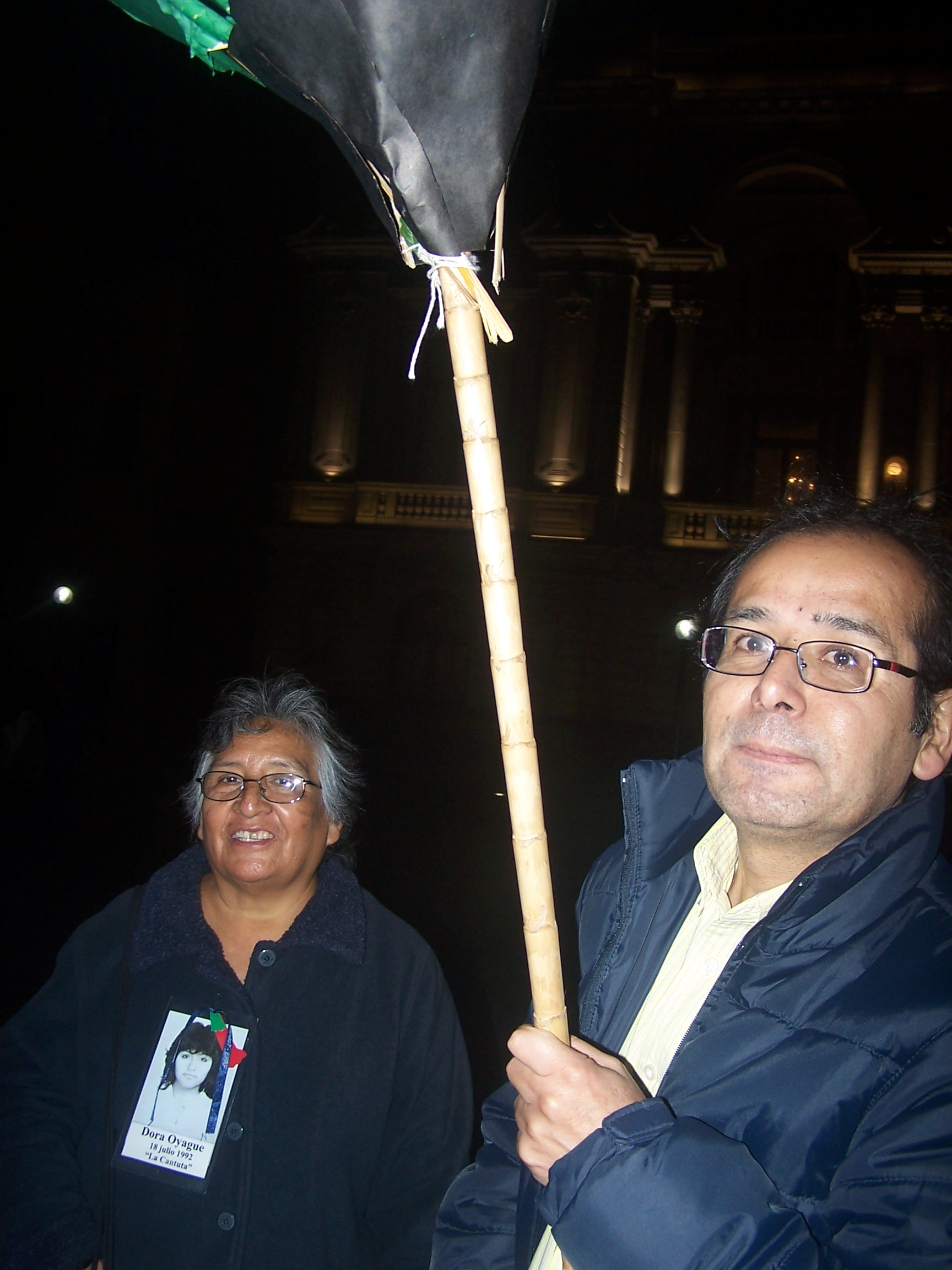
Ronald Gamarra Herrera (rechts)

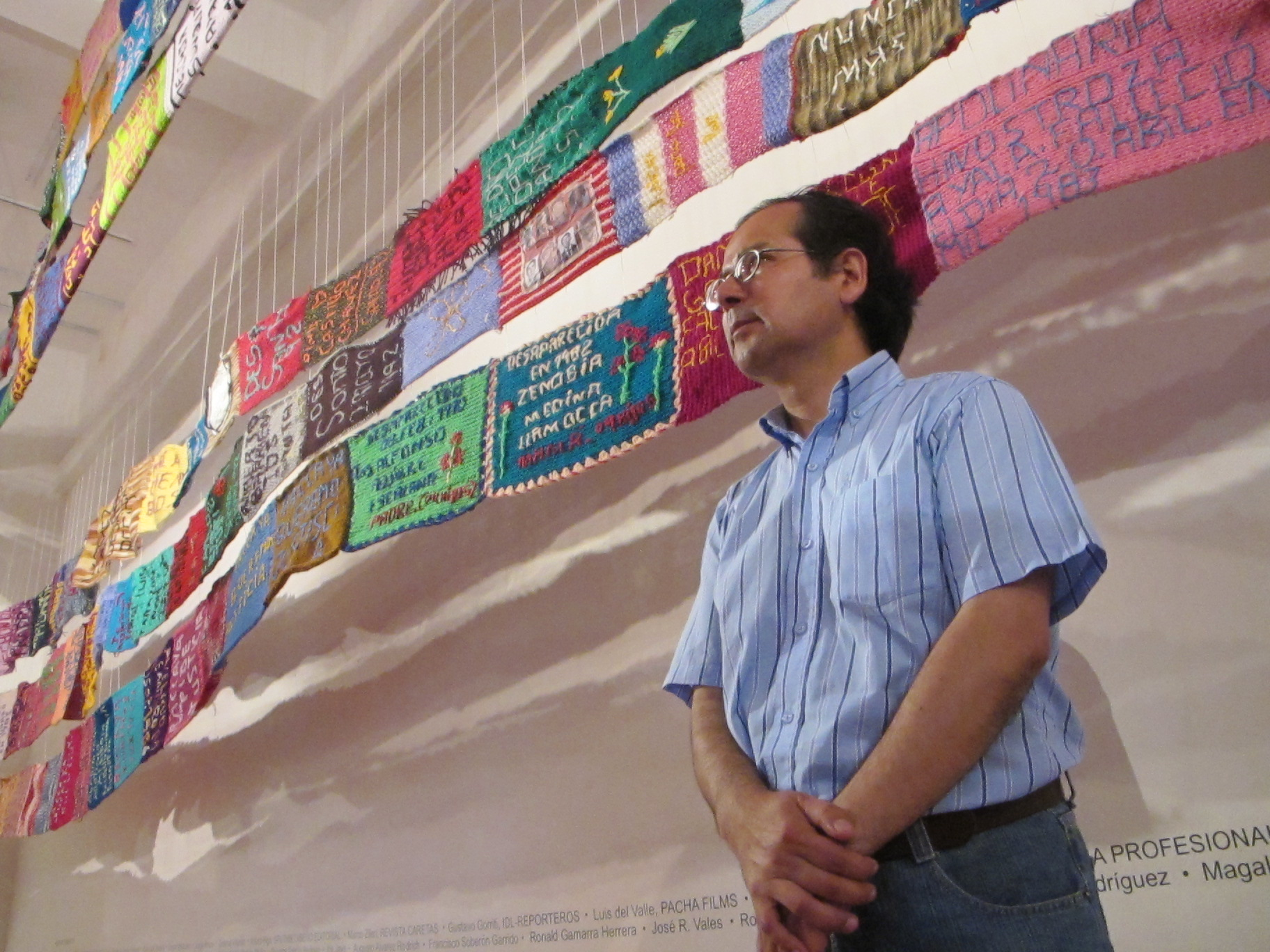
Ronald Gamarra Herrera

Ronald Álex Gamarra Herrera (* 10. Dezember 1958 in Lima, Peru) ist ein peruanischer Menschenrechtler, Jurist und Politiker. 
Im 2008 vertrat er die Angehörigen von 15 Peruanern, die 1991 in Barrios Altos in der peruanischen Hauptstadt Lima von einem Todesschwadron des Heeresgeheimdienstes ermordet worden waren. Ronald Gamarra wurde als ein Experte im Prozess gegen den spanischen Richter Baltasar Garzón vorgeschlagen, dem die Verletzung von Amnestiegesetzen seines Heimatlandes in Zusammenhang mit den Ermittlungen bezüglich der Verschwundenenfälle während der Regierungszeit Francisco Francos vorgeworfen wurde. Heute ist Gamarra Jura-Professor an der Universidad Nacional Mayor de San Marcos und schreibt regelmäßig für die peruanische Zeitung La Republica.
Gamarra Herrera kam als Opferanwalt im Kampf gegen die Straflosigkeit in dem südamerikanischen Land eine entscheidende Rolle zu. Während der Regierungszeit Alejandro Toledos war er als Ad-hoc-Staatsanwalt in der im Jahr 2000 ins Leben gerufenen Ad-hoc-Anwaltschaft für Menschenrechte tätig, die Vorwürfe gegen Alberto Fujimori und seinen Geheimdienstchef, den inzwischen ebenfalls verurteilten Vladimiro Montesinos, untersuchte. Auch war Gamarra Generalsekretär der Coordinadora Nacional de Derechos Humanos (CNDDHH), einer Nationalen Koordinationsstelle für Menschenrechte, die 50 peruanische Nichtregierungsorganisationen zusammenschließt.
Ronald Gamarra zufolge hatten Fujimoris Anwälte vergeblich versucht, eine Ahndung der Menschenrechtsverletzungen mit der Begründung zu verhindern, die Straftaten seien verjährt. »Wir konnten zeigen, dass die internationale Gerichtsbarkeit expressiv Menschenrechtsverbrechen von jeder Verjährungsfrist ausschließt. Die internationalen Gesetze«, so gab sich Gamarra überzeugt, »berechtigen Baltasar Garzón dazu, die Verbrechen der Franco-Zeit zu untersuchen«.

## Werke
- Judging a Head of State: Lessons from former president Alberto Fujimori process for crimes against human rights. Lima: Nationalen Koordinationsstelle für Menschenrechte, 2010. 74 p.